# 無敵のヴァレリー
「無敵のヴァレリー」（むてきのヴァレリー）は、BARBEE BOYSの楽曲。2019年11月8日に配信限定シングルとして発売された。BARBEE BOYSのシングルは1990年10月10日に発売された『あいまいtension』以来29年振りで、配信限定というフォーマットはバンド初となる。

## 背景・リリース
本作は、同年12月18日に発売されたアルバム『PlanBee』からの先行シングル。
先行シングル候補は同じく『PlanBee』収録の「ぼくらのバックナンバー」もあったが、「青臭いかもしれない」「若者ぶってると思われるのは嫌だ」という理由から本作が選ばれた。いまみちは「昔のロックのヒット曲は、歌から始まる曲が多かった」「思いのほか曲が短かったし、ラジオでフルで流してもらえそうだから」と語っている。
12月7日にミュージック・ビデオが公開された。ミュージック・ビデオは、コラボニクスによって構成・撮影されたもので、2019年内の活動を追った作品となっている。
12月27日放送のテレビ朝日系『テレビ朝日開局60周年記念 ミュージックステーション ウルトラスーパーライブ2019』に出演、本作と「目を閉じておいでよ」が披露された。

## シングル収録内容
| #         | タイトル             | 作詞・作曲       | 時間 |
| --------- | -------------------- | ---------------- | ---- |
| 1.        | 「無敵のヴァレリー」 | いまみちともたか | 2:48 |
| 合計時間: | 合計時間:            | 合計時間:        | 2:48 |